# Малий Веніж
Малий Ве́ніж (рос. Малый Вениж) — присілок у складі Юкаменського району Удмуртії, Росія.
Населення — 196 осіб (2010; 221 в 2002).
Національний склад (2002):
- татари — 77 %

В присілку діють школа та садочок.